# 悲しみの三重奏曲
『悲しみの三重奏曲』（Trio Élégiaque）は、セルゲイ・ラフマニノフが初期に作曲した2つのピアノ三重奏曲。モスクワ音楽院在籍中の1892年に完成された、単一楽章によるト短調の作品と、卒業後の1893年に作曲されたニ短調による作品がある。前者はラフマニノフの存命中に出版されることがなく、長らく忘れられていたが、現在では前者を「第1番」、後者を「第2番」というように呼び分けている。

## 第1番
1891年1月18日から21日にかけてモスクワで作曲され、1月30日に作曲者のピアノとダヴィット・クレインのヴァイオリン、友人アナトーリー・ブランドゥコーフのチェロによって初演された。ラフマニノフ19歳のときの若書きの作品でありながら、超絶技巧を駆使したピアノ・パートにおいて、多様多彩な音色を操る能力が早くも発揮されている。だが、1947年になるまで出版されず、作品番号も付されていない。
ほとんどのピアノ三重奏曲とは異なり、単一楽章の作品である。古典的なソナタ形式を踏んではいるものの、呈示部はそれ自体が12のエピソードの羅列で形成されており、興味深いことに、作品全体のテンポ設定は、展開部をはさんでほぼ逆順になっている。この限りにおいて作品は、全体を通じてシンメトリーを形作っている。
第1部では、ピアノの「慟哭のレント Lento lugubre 」に始まり、チェロとヴァイオリンに悲歌が引き継がれるが、曲想は常にうつろいがちである（[Lento Lugubre - ] più vivo - con anima - appassionato - tempo rubato - risoluto ）。レント主題は再現部で型通りの再登場をした後で、最後に葬送行進曲として（Alla marcia funebre ）再現される。演奏時間は約15分。
「悲しみの三重奏曲」を作曲した動機も、その題名のゆえんも定かでないが、全体を貫く哀調と、肥大化された楽曲構成、葬送行進曲による締め括りから、チャイコフスキーの《偉大な芸術家の想い出》の第1楽章を手本にしたことは間違いない。

## 第2番
1893年11月にチャイコフスキーの訃報を受け、それからわずか1ヵ月あまりの12月15日に完成された。翌1894年の1月末日に、ラフマニノフ自身のピアノ、ユーリ・コニュスのヴァイオリン、アナトーリ・ブランドゥコーフのチェロによりモスクワにて初演。
故人を偲んでピアノ三重奏曲ないしは室内楽を作曲するという発想は、チャイコフスキー自身によって確立され、アレンスキーがそれに続いたが、ラフマニノフも本作によってその伝統を受け継ぎ、後のショスタコーヴィチやシュニトケに先鞭を付けたと見ることができる。以下の3楽章によって構成されている。
- 第1楽章：モデラート
- 第2楽章：クヮジ・ヴァリアツィオーニ
- 第3楽章：アレグロ・リゾルート

第1楽章は、厳粛な調子を帯びて始まり、終結部に近づくや烈しく炸裂する。ヘ長調の第2楽章は8つの変奏からなる変奏曲である（変奏曲の主題は、チャイコフスキーが初演を約束しながら急死により果たせなかった《岩》の主題に類似している）。終楽章は短いながらも、雄渾多感なピアノの表現力に支配されている。楽曲構成は明らかに、チャイコフスキーの《偉大な芸術家の思い出に》に類似している。演奏時間は約50分（20分、24分、7分）。
1907年、1917年に改訂された。1907年版では第2楽章を中心に手が加えられており、1917年版では小規模なカットが施された。1917年版は作曲者の生前には出版されず、1950年にゴリデンヴェイゼルの校訂により出版された。ちなみに、ゴリデンヴェイゼル自身もラフマニノフを追悼して《ピアノ三重奏曲》ホ短調作品31を1953年に作曲している。